# Mauser HSc mod.90T
Mauser HSc mod.90T — газовий пістолет з можливістю стрільби гумовою кулею. Є модифікацією газового пістолета Rohm RG-88 (Mauser HSc mod.90), до бойового пістолета Mauser HSc відношення не має.

## Конструкція
Пістолет самозарядний, працює за принципом віддачі вільного затвора. Ударно-спусковий механізм подвійної дії. Магазин коробчатий, з однорядним розташуванням патронів. Зброя відрізняється невисокою механічною міцністю, оскільки основні деталі виготовлені з порошкового сплаву (силумін).